# Ян із Сенна
Ян із Сенна й Олеська (також Іван із Сенна, Войніцький, Сененський, Олеський) гербу Дембно (пом. перед 7 лютого 1472) — польський шляхтич, військовий та державний діяч Королівства Ягеллонів.

## Біографія
Син сандомирського воєводи Добєслава Олесницького (батько був войніцьким каштеляном, тому його синів Яна, Якуба часто називають Войніцькими) і Катерини Горайської — доньки Дмитра зі Стоянець і Гораю гербу Корчак. Двоюрідний брат першого кардинала-поляка Збігнєва Олесницького, рідний гнезненського архієпископа Якуба з Сенна.
За участь у захопленні Олеська (відібраного у князя Свидригайла) 1432 року отримав від короля Владислава II Ягайла у користування Олеський замок і навколишні землі (близько 1432 року), став старостою олеським (1437 року). Після укладеної у Львові 4 вересня 1437 року Свидригайлом з польськими панами угоди Ян з Сенна та мендзижецький каштелян Вінцентій з Шамотул зайняли Луцьк, який, за рішенням з'їзду коронних панів у Сєрадзі 15 жовтня, віддали Зигмунту Кейстутовичу у січні 1438 р. Того ж року стає львівським каштеляном.
Був перемиським підкоморієм (1439—1448 рр.; востаннє згаданий в документах 22 липня 1448 р.), сандомирським старостою (1440 р.). У квітні 1440 року вирушив з королем Владиславом III Варненчиком до Угорщини, де у травні 1440 р. був одним з командирів 500 польських і 500 угорських лицарів, що захопили 22 травня столицю Буду. Це дозволило 17 липня коронуватись короною Святого Стефана Владиславу III Варненчику, проти якого виступила частина угорської шляхти, міста на півночі Угорщини, вірні королеві Єлизаветі Люксембурзькій, вдові Альбрехта II Габсбурга. Тому в грудні 1440 року Іван з Сенна повернувся до Угорщини на чолі 500 лицарів з Малопольщі, що дозволило Владиславу III втримати трон Угорщини. За це Ян з Сенна отримав від короля у вічне володіння Олесько із землями (на яких тепер знаходяться, зокрема, Броди), будинок у Львові на Жидівській вулиці. 1445 р. відправлений до Литви до великого князя литовського Казимира IV Яґеллончика донести звістку про загибель короля Владислава III Очолював військо в поході до Молдавії 1450, де поставив господарем Олександра II, прогнавши Богдана II. Не взяв участі у новому поході до Молдавії проти Богдана І, де полягла значна частина шляхти Руського воєводства, зокрема, воєвода Петро Одровонж. Приймав присягу 1456 р. на вірність Короні старост Поділля; між 17 грудня 1458 та 14 лютого 1459 року став був каштеляном львівським (остання згадка — від 27 грудня 1449, 21 липня 1460 був Станіслав з Ходча), вів перемовини з тевтонськими лицарями.

### Шлюби, діти
Ян з Сенна і Олеська був одружений з Барбарою (пом. до 1477) — вдовою Яна Кміти з Вісьніча. У шлюбі народились:
- Ян (Іоан) з Олеська, Сенна, Золочева (пом. 1508/13) — староста ловицький 1477, каштелян малогоський, підкоморій сандомирський 1500
- Павел з Олеська, Сенна, Золочева — підкоморій львівський 1478 (1493?)
- Пйотр з Олеська (пом. 1506/1510) — чоловік Катажини Бучацької, доньки Давида
- Добєслав з Олеська — канонік у Ґнєзно 1465, декан у Кельцях 1470, декан у Радомі 1473
- Сигізмунд з Сенна, Олеська — канонік краківський 1494, власник Поморян
- Дорота з Сенна, Олеська, виходила заміж за
  - Миколая Свинку з Поморян
  - підкоморія белзького Марціна з Острова
  - старосту красноставського і теребовельського Сигізмунда Кердея
- Катажина з Сенна — дружина бурґґрафа Кракова Миколая Сецегньовського